# Cimitero acattolico di Roma
Il cimitero acattolico di Roma, già cimitero degli inglesi (o dei protestanti, e colloquialmente cimitero del Testaccio o degli artisti e dei poeti) si trova nel rione Testaccio, vicino a Porta San Paolo, a lato della Piramide Cestia.

## Storia
(Henry James)

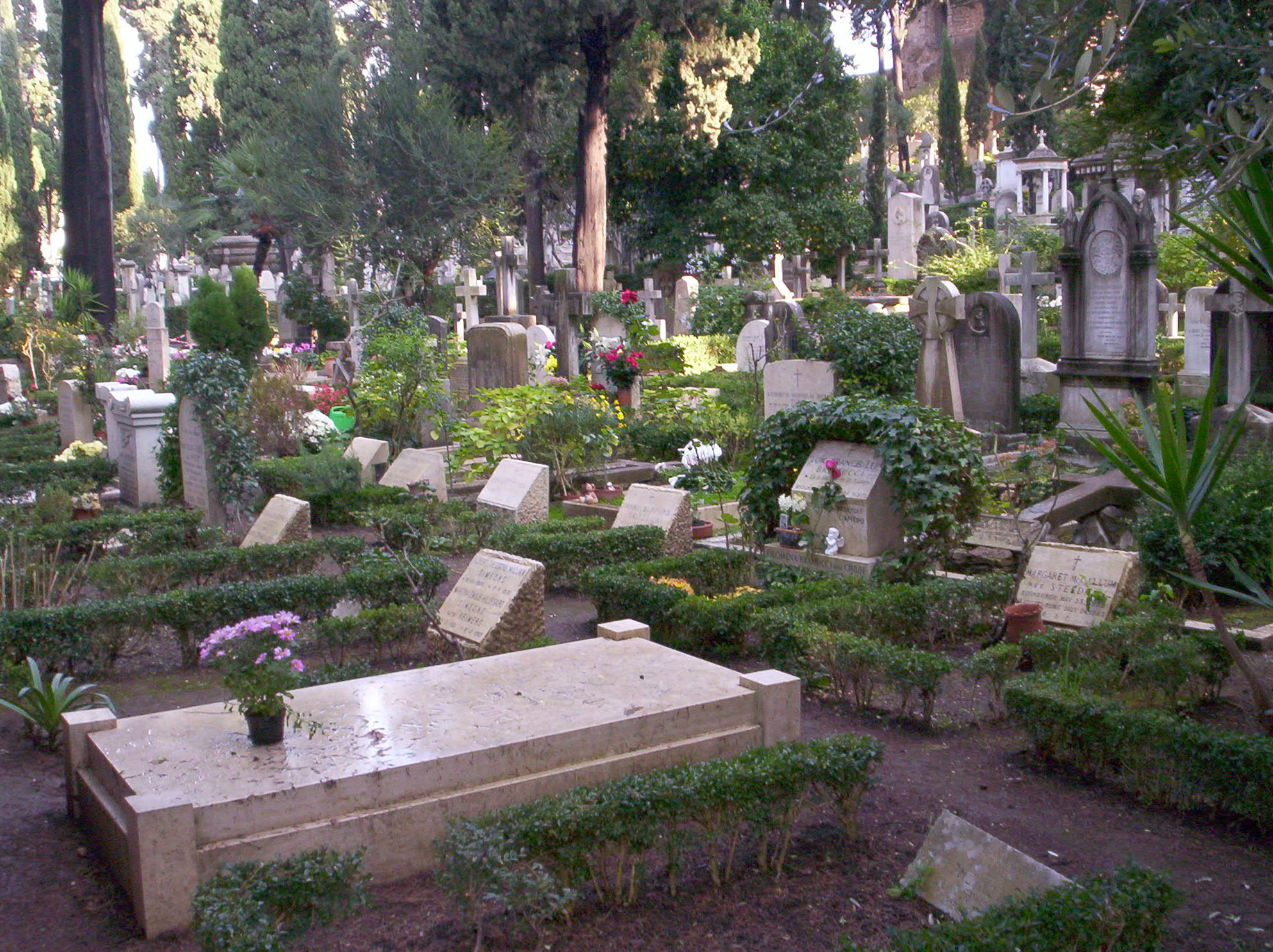
Vista sulla parte centrale del cimitero

Nella prima età moderna, mentre Roma si trovava sotto il potere temporale del papa, le norme dello Stato Pontificio vietavano di seppellire in terra consacrata i non cattolici – tra cui i protestanti, gli ebrei e gli ortodossi – nonché i suicidi e gli attori (questi, dopo morte, erano "espulsi" dalla comunità cristiana cittadina e inumati fuori dalle mura o al margine estremo delle stesse). Le inumazioni avvenivano di notte per evitare manifestazioni di fanatismo religioso e per preservare l'incolumità di coloro che partecipavano ai riti funebri. Ancora nel 1821 Sir Walter Synod riuscì a far seppellire la propria figlia in pieno giorno e, per farsi tutelare da eventuali incursioni di fanatici, si fece accompagnare da un drappello di guardie.
Si creò quindi la necessità pratica di individuare appositi luoghi di riposo per queste categorie; un cimitero dedicato agli attori si trovava, ad esempio, fuori Porta Pinciana, dove adesso corre via del Muro Torto. Il cimitero degli ebrei invece era sulla collina dell'Aventino di fronte al circo Massimo: ora vi si trova il roseto comunale.
Nel XVIII secolo la zona del cimitero acattolico era chiamata "prati del popolo romano". Si trattava di un'area di proprietà pubblica, dove si pascolava il bestiame e si conservava il vino nelle cavità createsi nel Monte dei cocci, meta di scampagnate del popolo. Dominava il tutto la Piramide Cestia, che da secoli era uno dei monumenti più visitati dell'Urbe.
Furono gli stessi acattolici a scegliere quei luoghi per le sepolture grazie a una deliberazione del Sant'Uffizio, che nel 1671 acconsentì che ai "Signori non cattolici" cui toccava di morire in città venisse risparmiata l'onta di trovare sepoltura nel cimitero del Muro Torto. La prima sepoltura di un protestante di cui si abbia notizia – ma altre dovettero quasi certamente precederla – fu quella di un seguace del re esule Giacomo Stuart, dal nome di William Arthur, che morì a Roma dove era giunto per sfuggire alle repressioni seguite alle sconfitte dei giacobiti in Scozia. Seguirono altre tumulazioni, che non riguardarono solo cortigiani del sovrano Stuart - cattolico - che si era intanto stabilito a Roma. Il cronista Francesco Valesio riporta per il 1732 la notizia che il tesoriere del re d'Inghilterra, William Ellis, fu sepolto ai piedi della Piramide, accennando a un uso consolidato. Nel tempo l'area aveva infatti acquisito la qualifica di "cimitero degli inglesi" anche se i sepolti non provenivano solo dal Regno Unito.
Le prime sepolture non furono evidenziate da alcuna memoria sepolcrale, il cui utilizzo prese avvio solo nella seconda metà del '700. Così ad esempio avvenne per quella di uno studente di Oxford, chiamato Langton, morto nel 1738 a 25 anni battendo violentemente la testa cadendo da cavallo. Secondo una diceria, Langton aveva avuto un colloquio con il papa, nel quale espresse il desiderio di essere sepolto a Roma presso la Piramide Cestia. Quando, nel 1928, si tennero degli scavi presso la Piramide Cestia, fu ritrovata la tomba di Langton, con la stessa iscrizione che ora è apposta sulla sua lapide.
Per quanto molti abbiano creduto di individuare concessioni papali, il sepolcreto si sviluppò senza alcun riconoscimento ufficiale e solo alla fine del '700 le autorità presero a occuparsene: a essere investiti di funzioni furono autorità sia laiche, nella figura dei Conservatori del Campidoglio, sia ecclesiastiche, Vicario di Roma e Vicegerente. Negli anni 1820 il governo pontificio incaricò un custode di sorvegliare l'area e le funzioni cimiteriali. Il disinteresse pubblico era soprattutto determinato dal fatto che nella mentalità corrente, ove i cattolici concepivano la sola sepoltura nelle chiese, la disponibilità di un cimitero che prevedeva tumulazioni nella nuda terra non veniva considerata un privilegio.
Nel 1803 fu sepolto uno dei figli di Wilhelm von Humboldt, ministro di Prussia presso la Santa Sede, che aveva chiesto un appezzamento di terreno per seppellire sé stesso e i suoi familiari. Questo terreno, che anticamente era delimitato, si trova ora all'interno dell'area cimiteriale e sono rimasti alcuni pilastri della recinzione. Successivamente vi trovò sepoltura anche la moglie del ministro.
All'inizio del XIX secolo nell'area cimiteriale sorgevano solo degli agrifogli, e non vi erano altri ripari per le tombe sparse nella campagna, ove pascolavano le greggi. I cipressi che adornano il cimitero sono stati impiantati successivamente.
Negli anni 1820 la parte originaria del sepolcreto fu chiusa e si provvide alla realizzazione di un nuovo "recinto", delimitato oltretutto da mura, che fu poi seguito da altre estensioni.
Nel 1824 venne fatto erigere un fossato che cingeva la parte antica del cimitero. Anticamente erano vietate le croci o le iscrizioni, come in tutti i cimiteri acattolici, perlomeno fino al 1870. Nel 1918 furono vietate le inumazioni.
Da tempo vi sono tombe comuni suddivise per nazioni: Germania, Grecia, Svezia e Romania (destinata ai romeni ortodossi apolidi).
Al 2011 la custodia e la gestione del cimitero erano affidate alle rappresentanze straniere in Italia.
I grandi, centenari cipressi, il prato verde che circonda parte delle tombe, la bianca piramide che svetta dietro la recinzione di mura romane, insieme ai gatti che prendono il sole e passeggiano indisturbati tra le lapidi redatte in tutte le lingue del mondo, conferiscono a questo piccolo cimitero uno stile inimitabile. Come d'uso solitamente nei cimiteri anglosassoni, sono assenti fotografie sulle lapidi.

### Italiani
Come indica il nome ufficiale, il Cimitero acattolico di Roma è destinato all'estremo riposo in generale dei non-cattolici, senza distinzione di nazionalità ma essenzialmente stranieri. A causa dello spazio esiguo a disposizione e per mantenere intatta l'originaria vocazione del luogo solo eccezionalmente viene concessa la sepoltura a italiani illustri che, per la cultura alternativa espressa in vita ("straniera" rispetto a quella dominante), per le caratteristiche della loro opera o per le circostanze della vita siano considerati "stranieri" nel proprio Paese, in particolare nella non adesione al cattolicesimo. Recentemente è molto raro che si aggiungano nuove sepolture anche per gli stranieri, sempre a causa dei limiti di spazio.
Tra loro, i politici Antonio Gramsci (poiché ateo e marito di una donna russa) e Emilio Lussu e altri che hanno ricevuto la concessione, come lo scrittore e poeta Dario Bellezza, gli scrittori Carlo Emilio Gadda e Luce d'Eramo, la stilista Simonetta Colonna di Cesarò e pochi altri. Nel 2014, nonostante la richiesta del comune di Roma e della Regione, l'amministrazione ha rifiutato la sepoltura nel cimitero acattolico dei due antifascisti Rosario Bentivegna e Carla Capponi. Il 18 luglio 2019 vi sono state portate le spoglie di Andrea Camilleri. L'ultimo è Giorgio Napolitano, l'11º presidente della Repubblica Italiana, che è stato sepolto il 26 settembre 2023.

## Personalità

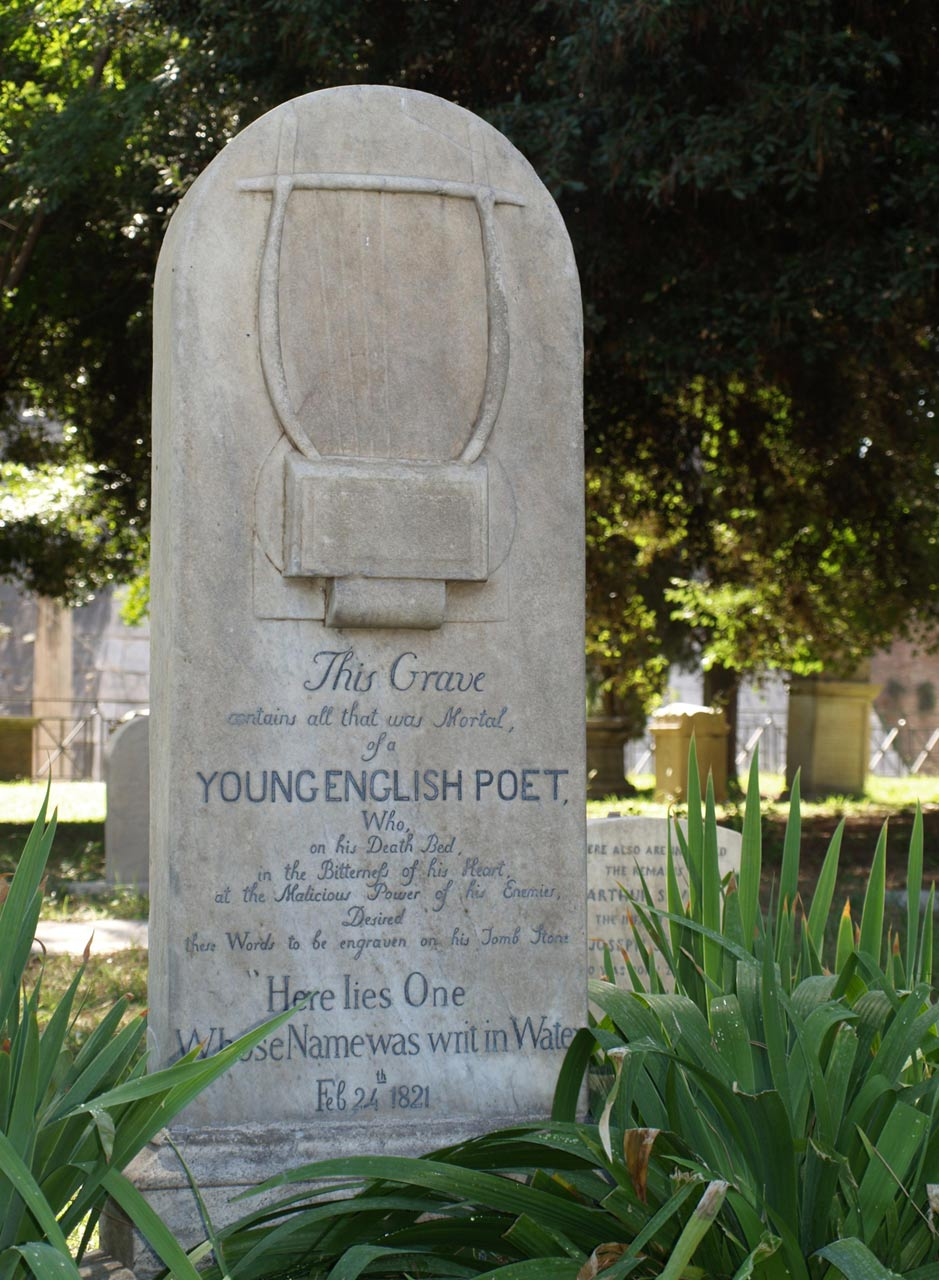
Tomba di John Keats.

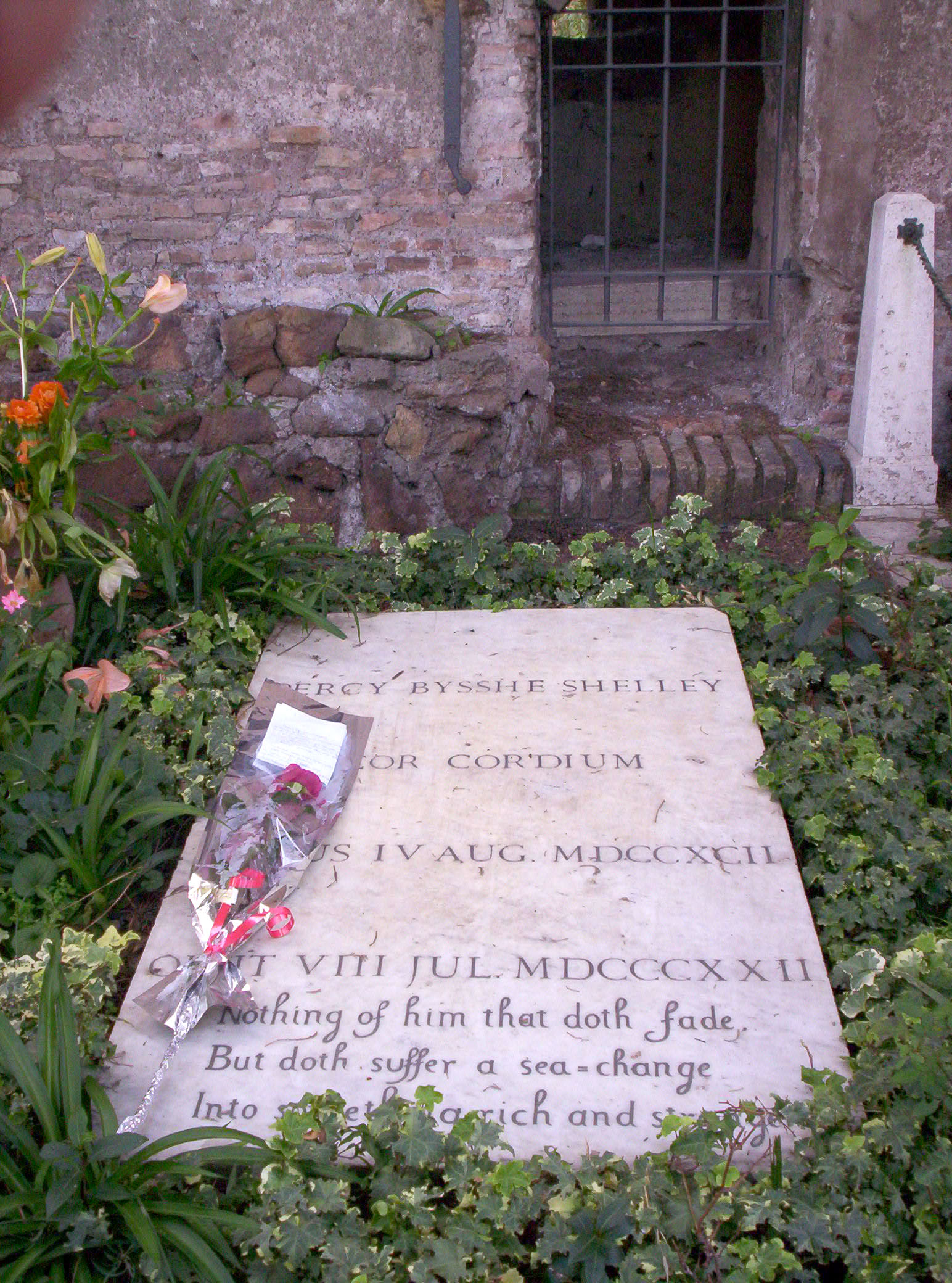
Tomba di Percy Bysshe Shelley.

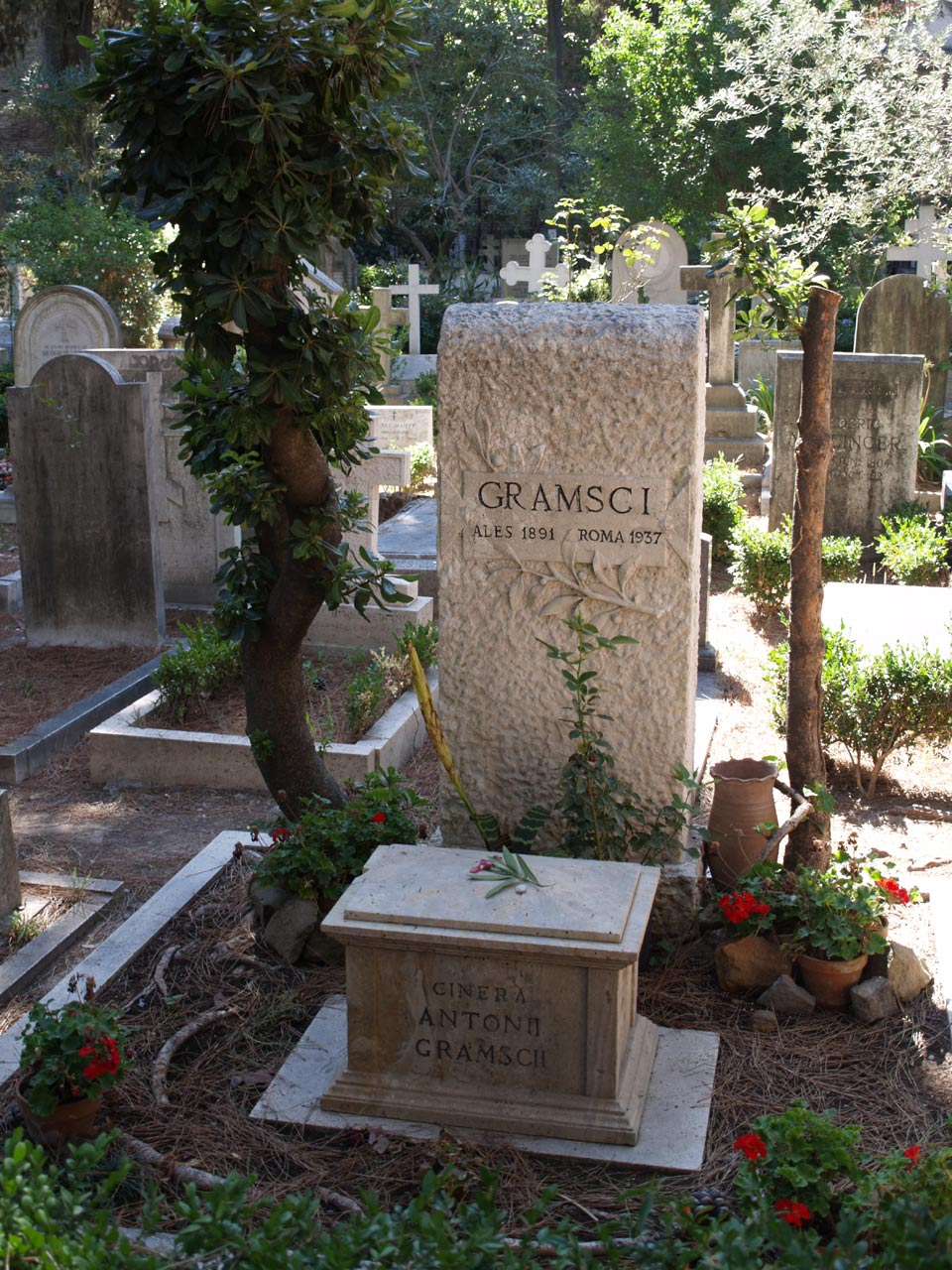
Tomba di Antonio Gramsci.

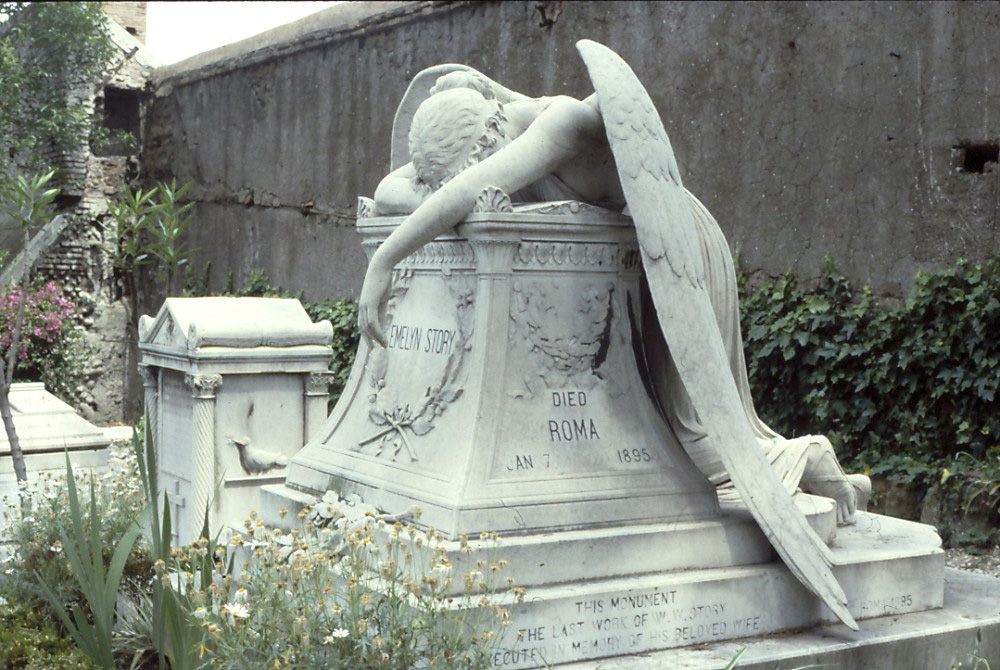
Angelo del dolore, tomba della famiglia Story

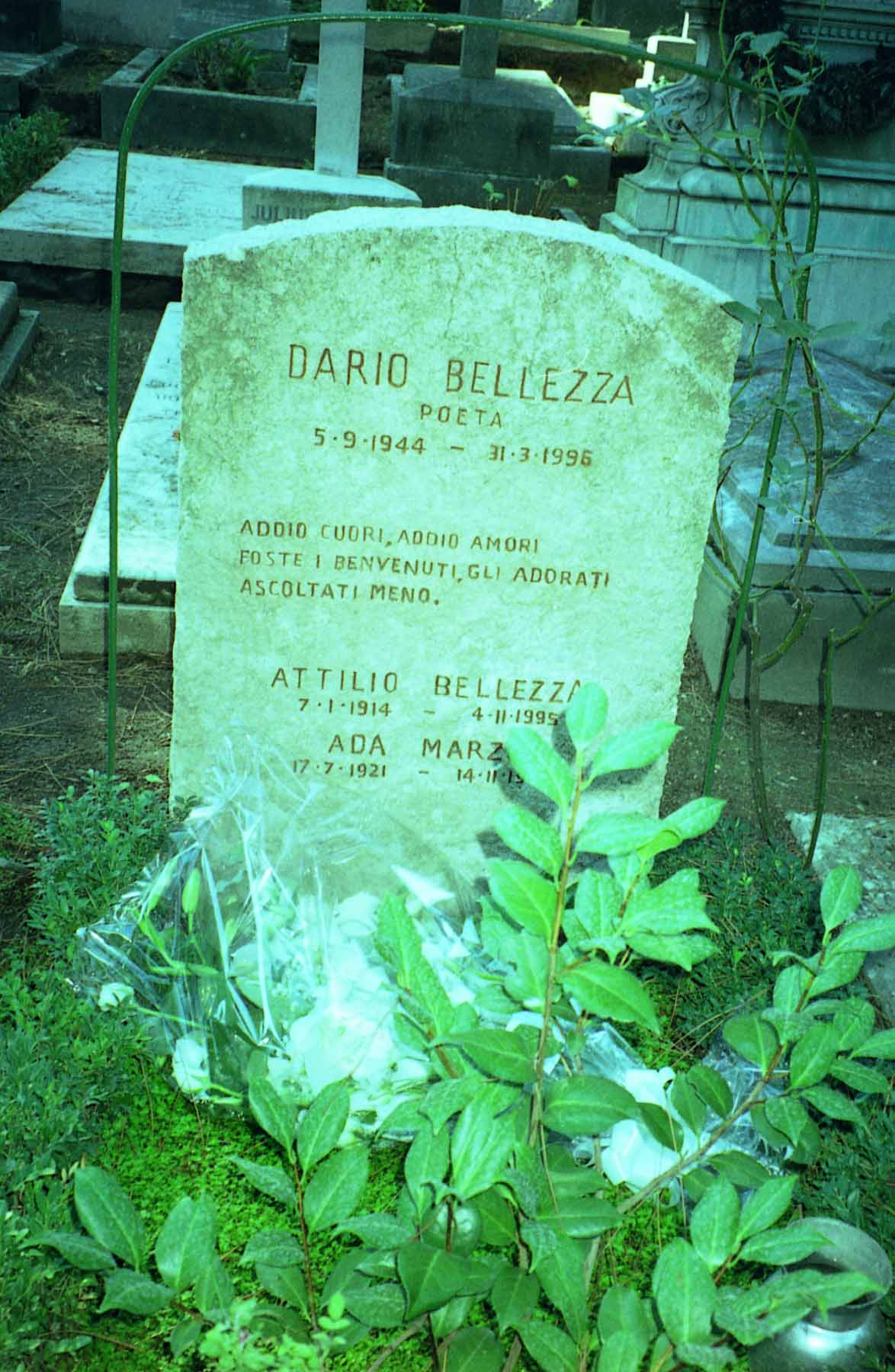
Tomba di Dario Bellezza.

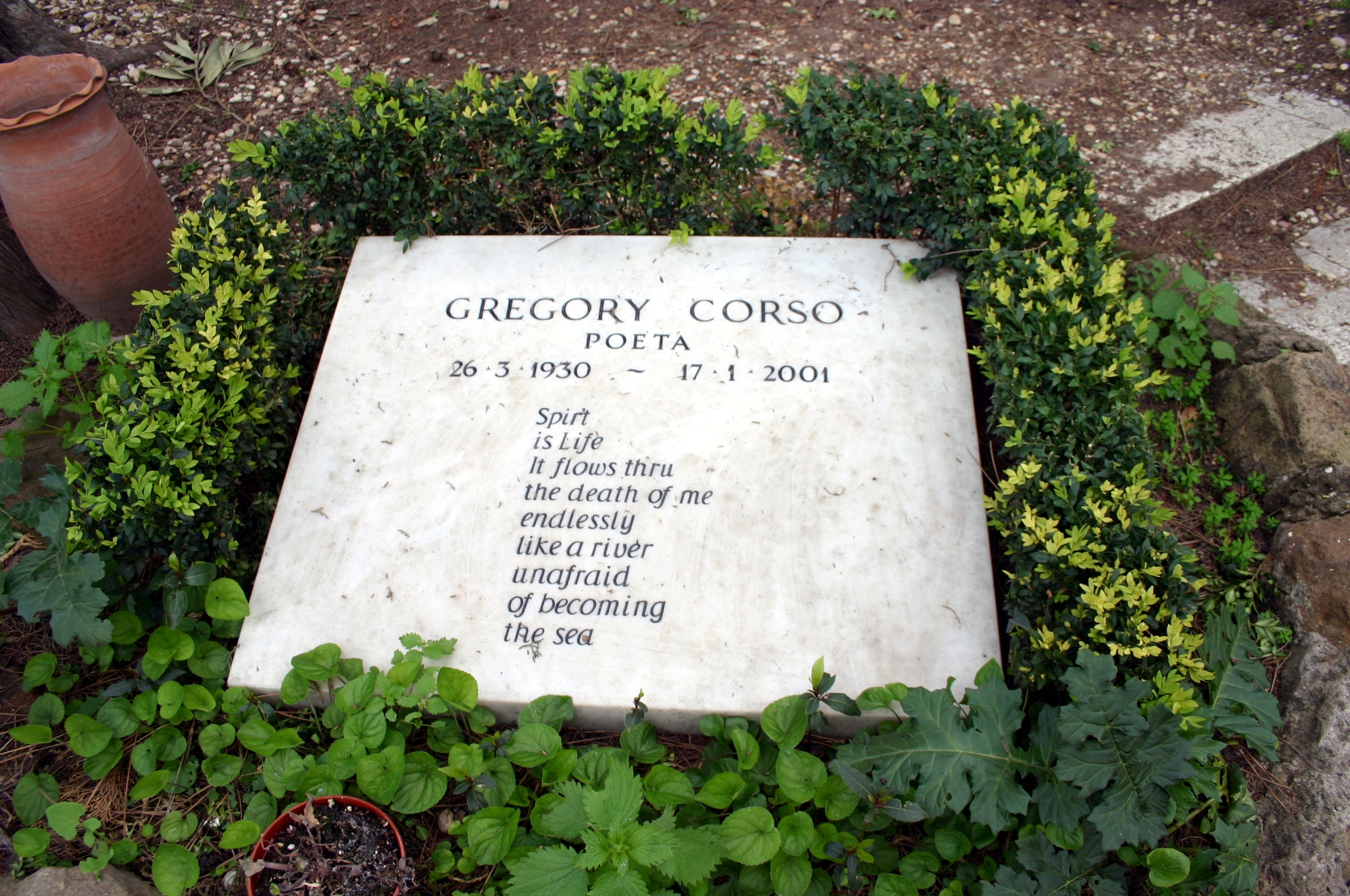
Tomba di Gregory Corso.

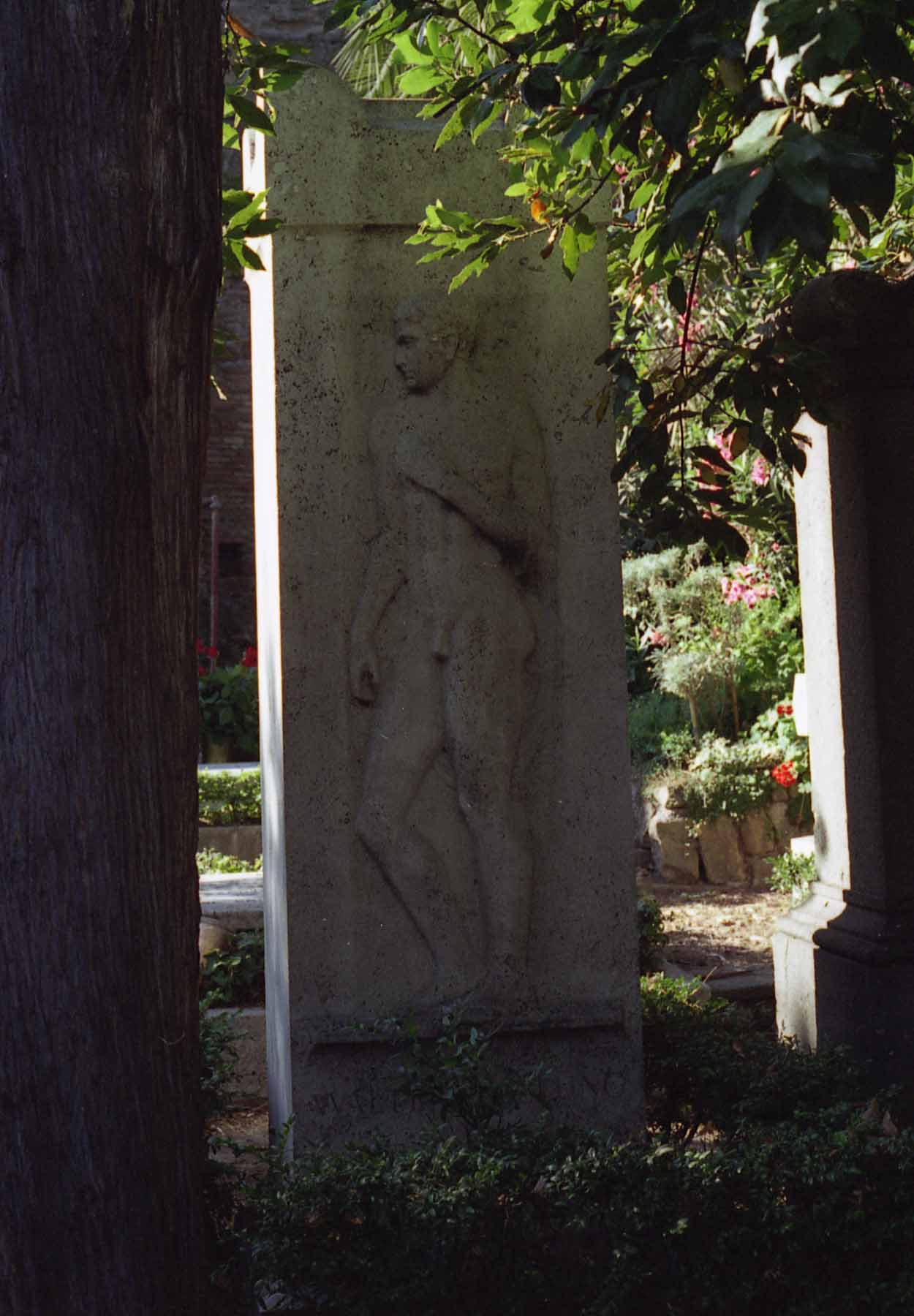
Tomba di Walther Amelung.

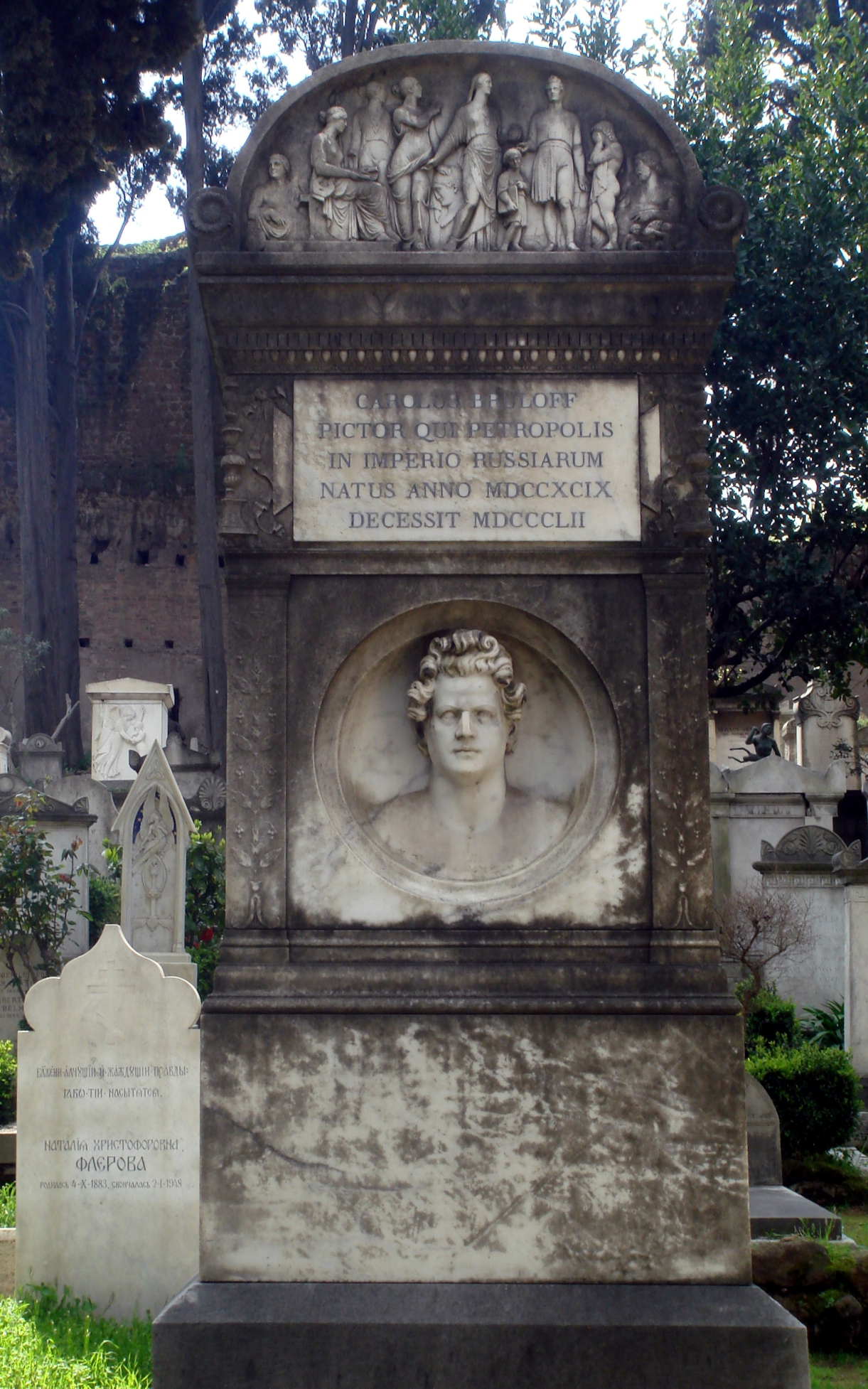
Tomba di Karl Pavlovič Brjullov.

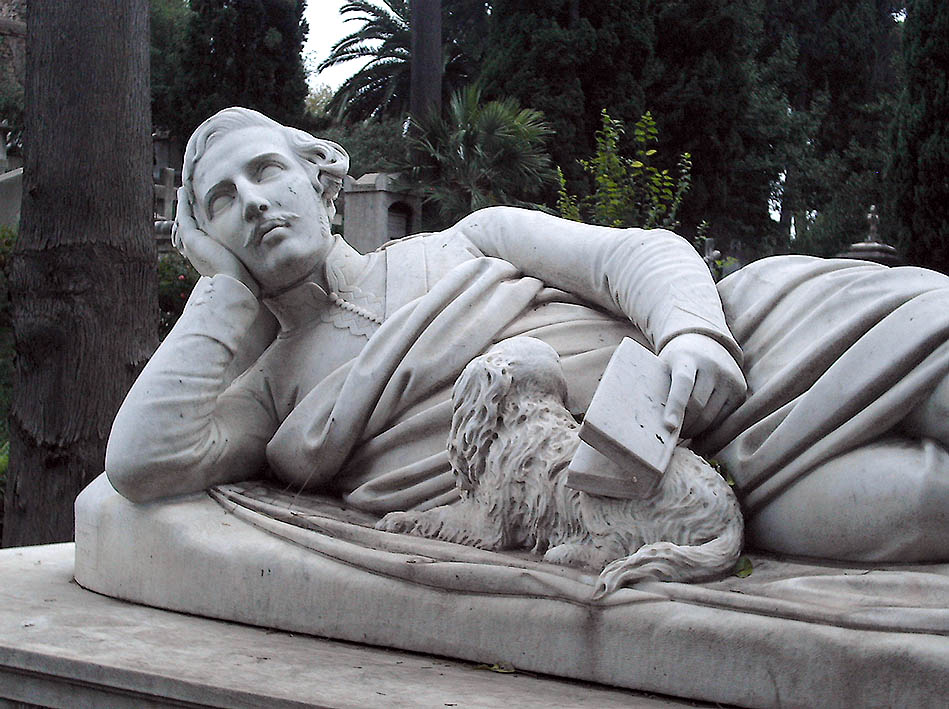
Tomba di Devereux Plantagenet Cockburn.

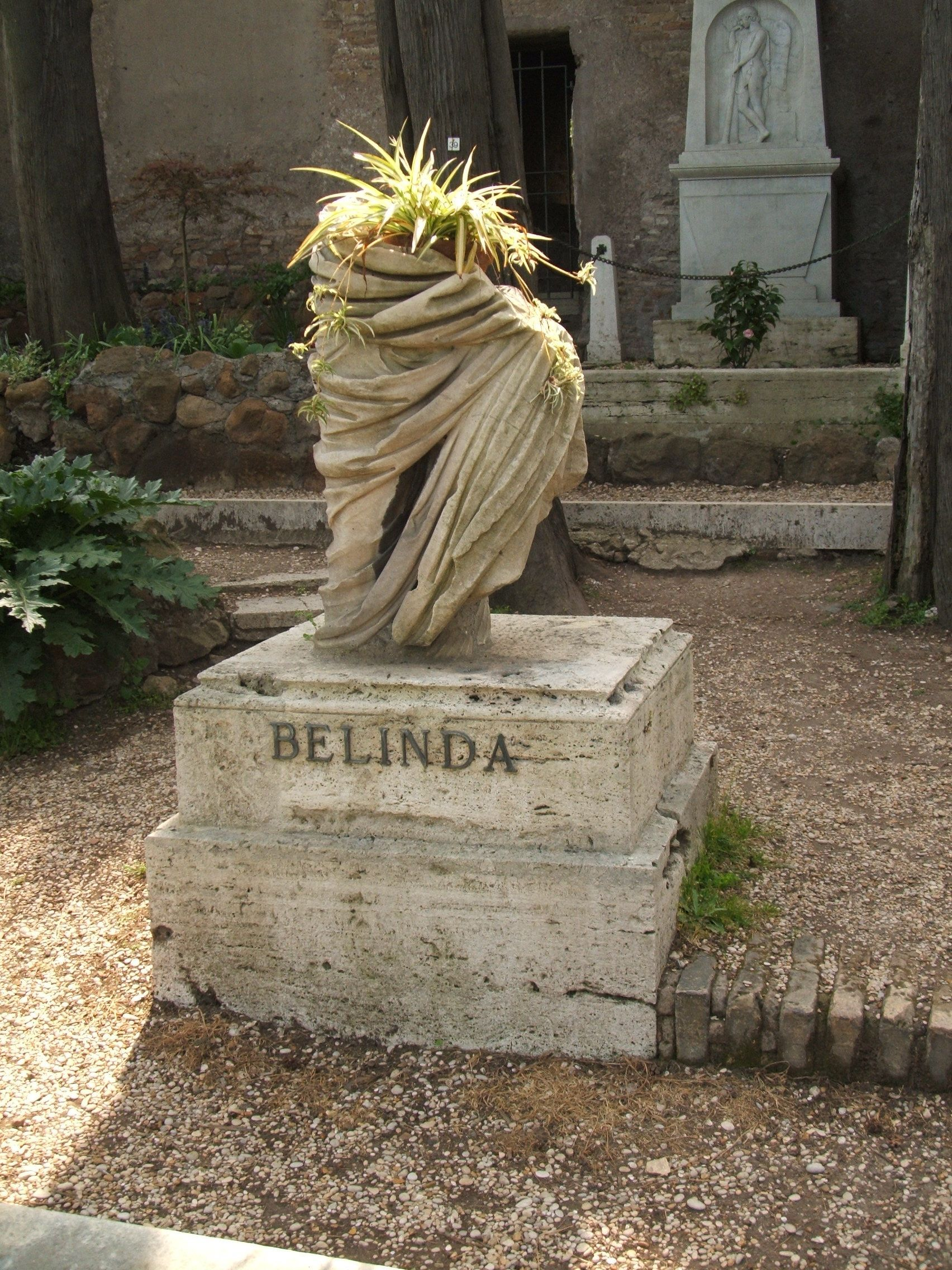
Tomba di Belinda Lee.

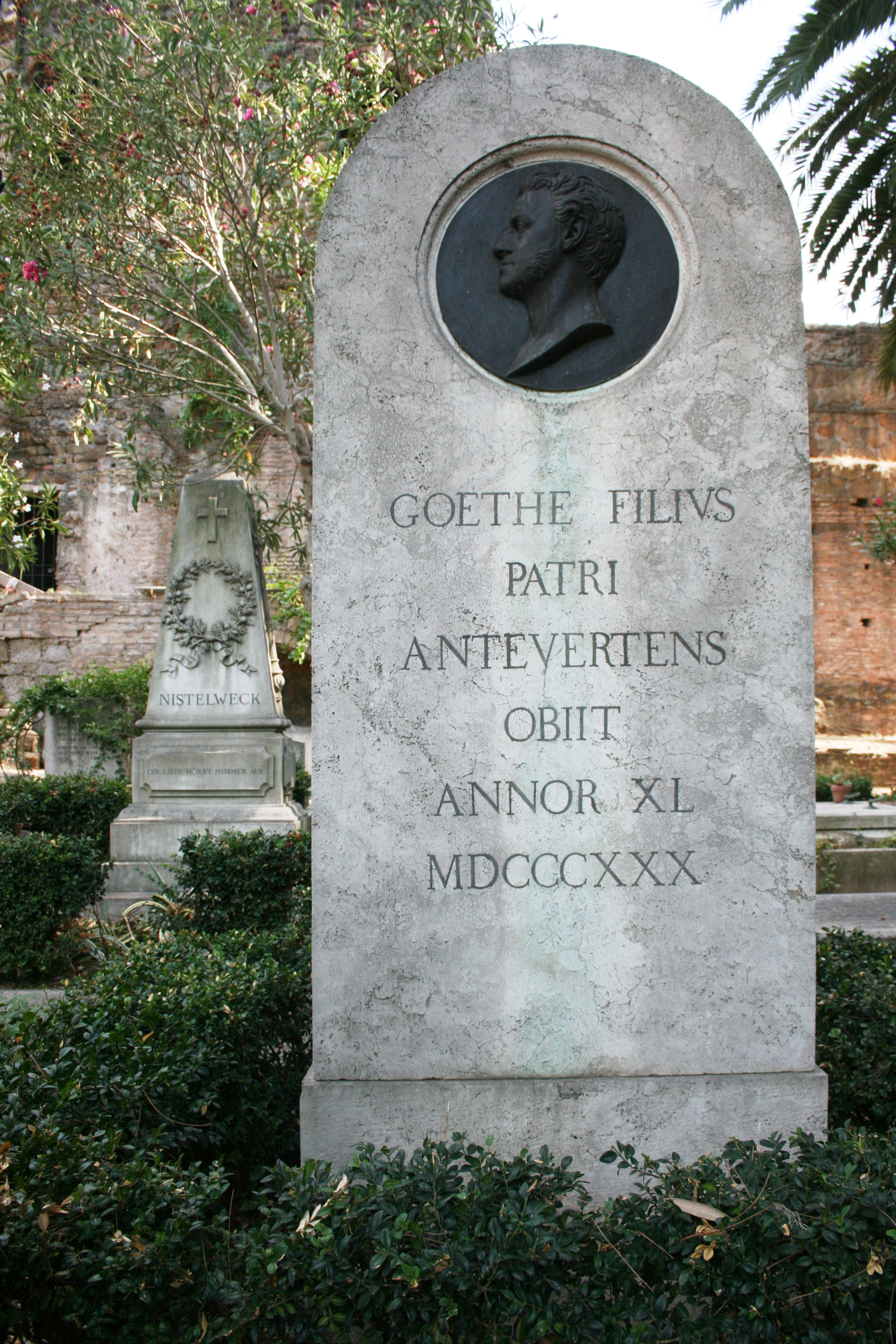
Tomba di August von Goethe, opera di Bertel Thorvaldsen.

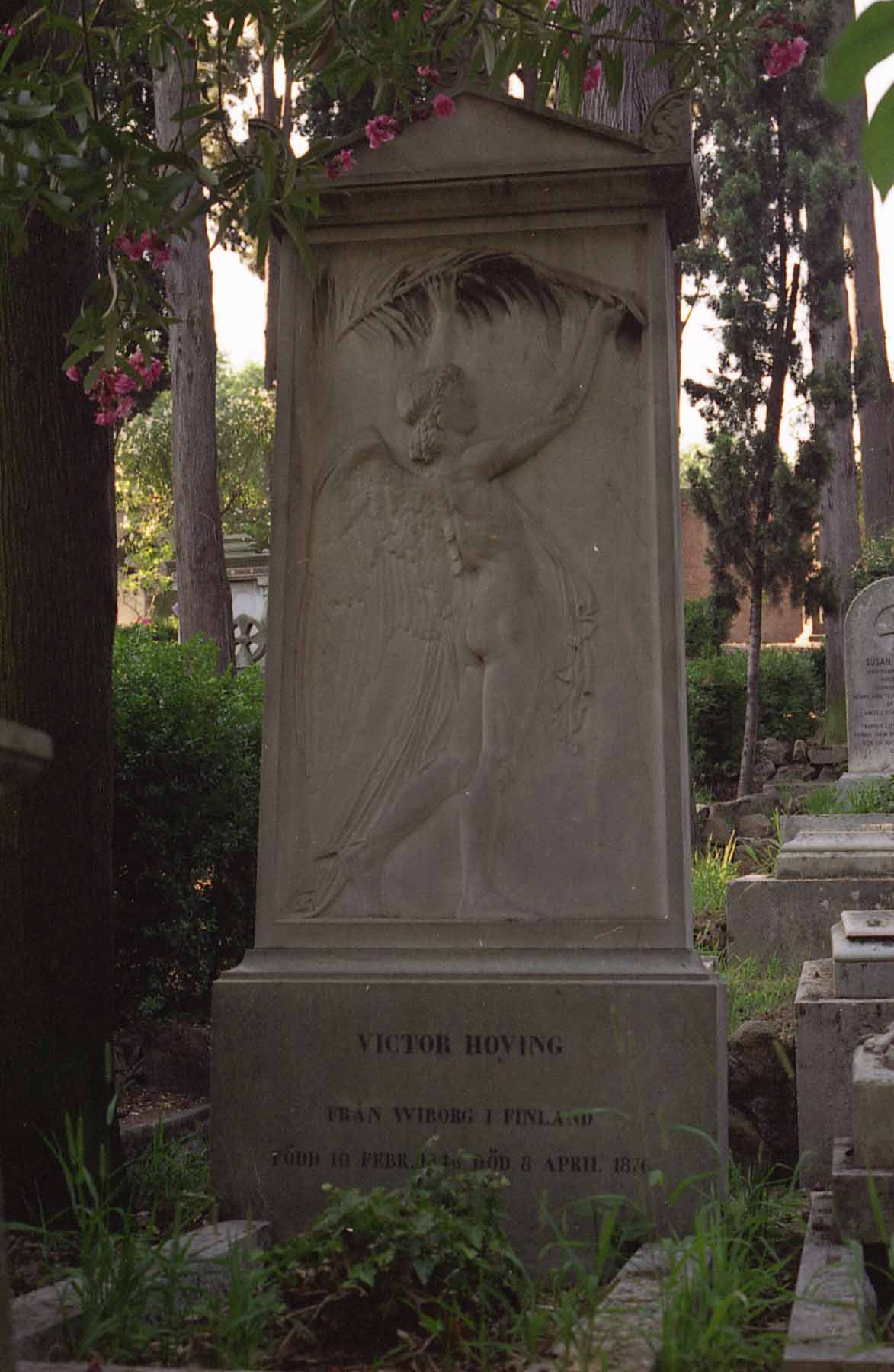
Tomba di Victor Hoving.

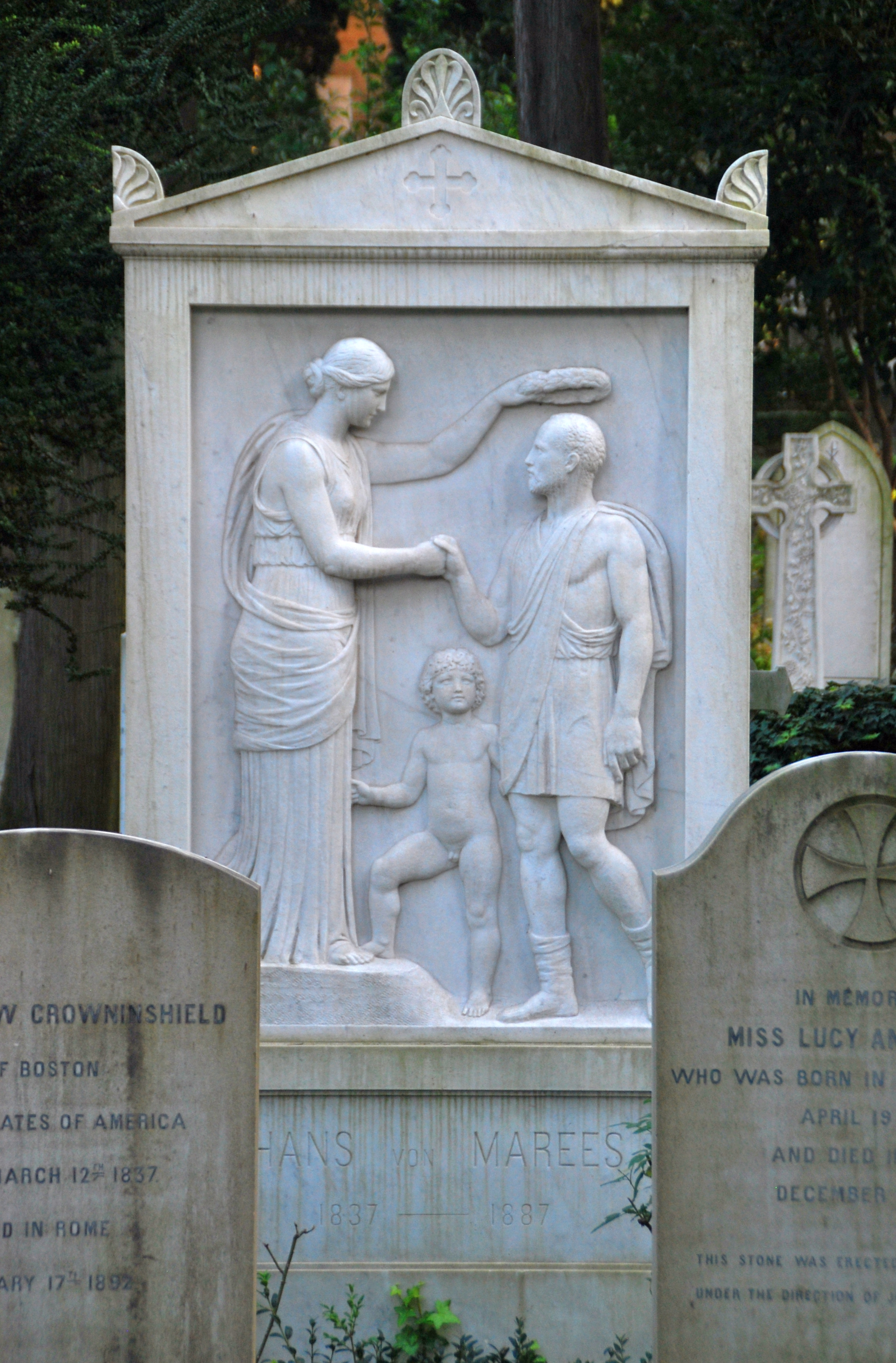
Tomba di Hans von Marées.

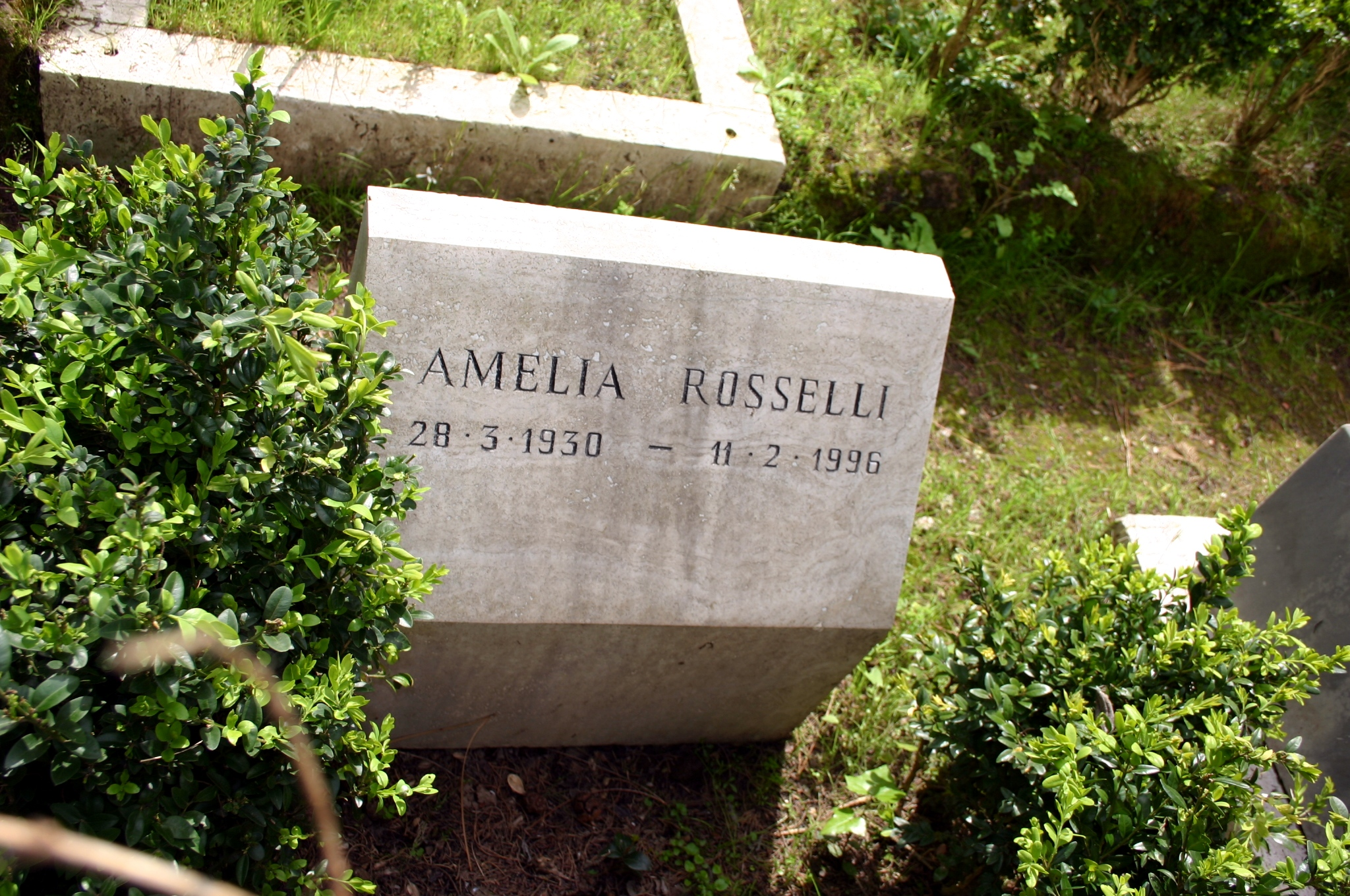
Tomba di Amelia Rosselli.

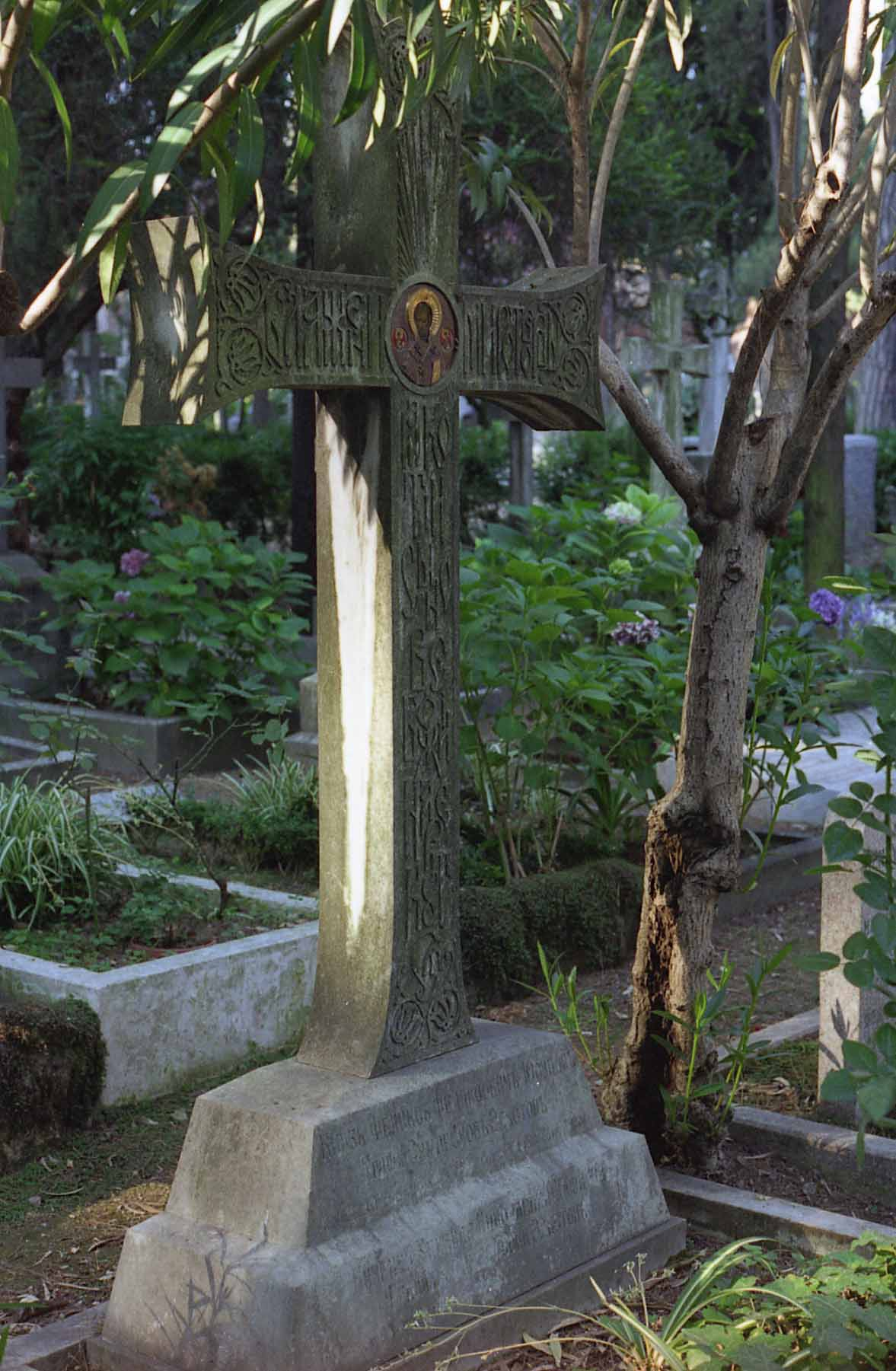
Tomba di Feliks Feliksovič Sumarokov-Ėl'ston.

### John Keats
Tra le numerose tombe di personaggi celebri è da ricordare quella del poeta inglese John Keats (1795-1821). Keats morì a Roma di tubercolosi. Il suo epitaffio, che non lo cita per nome, fu commissionato dai suoi amici Joseph Severn e Charles Armitage Brown: 

Poco distante, una lastra marmorea reca la risposta all'epitaffio: 
L'amico di Keats, Joseph Severn, nelle sue lettere indica con esattezza la data e l'ora della morte del poeta: Keats sarebbe morto intorno alle undici della sera del 23 febbraio 1821. L'iscrizione sulla sua tomba, tuttavia, riporta la data del 24 febbraio 1821; non si tratta, però, di un errore dell'incisore. A Roma, in quel periodo, il nuovo giorno iniziava nel momento in cui, la sera, le campane suonavano l'Ave Maria, e in tutte le chiese veniva cantato o recitato l'Angelus. Questo avveniva all'incirca mezz'ora dopo il tramonto, quindi anche l'inizio del canto poteva variare a seconda del periodo dell'anno. Severn si attenne al metodo inglese di calcolare l'inizio del giorno, mentre per le autorità romane il giorno del 24 febbraio era già iniziato quando Keats morì, e perciò la data del 24 venne registrata nei documenti ufficiali.

### Percy Bysshe Shelley
Shelley (1792-1822) fu un poeta inglese che annegò nell'affondamento del suo vascello al largo della costa tirrenica fra Portovenere e la Toscana e fu cremato sulla spiaggia vicino a Viareggio, là dove le onde avevano spinto il suo corpo. Le sue ceneri furono sepolte nel cimitero protestante; il suo cuore, che l'amico Edward John Trelawny aveva strappato dalle fiamme, fu conservato dalla vedova, Mary Shelley, fino alla sua morte e quindi sepolto con lei a Bournemouth.
L'epigrafe, in riferimento alla sua morte in mare, riprende tre versi del canto di Ariel dalla Tempesta di Shakespeare: 

### Antonio Gramsci
La sepoltura di Antonio Gramsci è stata immortalata dai versi di Pier Paolo Pasolini ne Le ceneri di Gramsci: 
La lapide apposta sopra l'urna contiene le semplici parole "Cinera Antonii Gramscii"; la frase latina è in realtà imprecisa, dovrebbe recitare infatti: "Cineres Antonii Gramscii".
Poiché il cimitero accoglie soltanto i resti di persone non appartenenti alla religione cattolico-romana (sebbene sia stata fatta qualche eccezione per alcune persone famose), potrebbe sembrare che per Gramsci, italiano e battezzato cattolico, la regola non sia stata applicata; in realtà non è così. Le ceneri di Gramsci furono trasferite solo nel 1938 nella tomba di famiglia concessa l'anno precedente a sua cognata, Tatiana Schucht, residente a Roma. Gli Schucht erano cittadini sovietici di confessione ortodossa, e Gramsci aveva diritto a essere sepolto nel cimitero in quanto marito della sorella di Tatiana, Giulia. Alla fine, comunque, nessuno degli Schucht venne sepolto nella tomba di famiglia. Sul retro della lapide, tuttavia, è riportata un'iscrizione commemorativa dedicata al padre delle due sorelle, Apollo Schucht, e alla sorella maggiore Nadine.

### William Wetmore Story
Lo scultore statunitense William Wetmore Story riposa con la moglie Emelyn ed il figlio Josep. Sopra la sua tomba è installata la celebre scultura realizzata dallo stesso Story per la morte della moglie. L'opera, Angel of Grief, raffigura un angelo gemente disteso sul sepolcro. L'artista morì poco dopo averla ultimata.

### Elisabeth Wegener-Passarge
In una nicchia ricavata nelle Mura Aureliane si trova la tomba di Elisabeth Wegener-Passarge (1884-1902), ragazza tedesca morta all'età di diciotto anni, scomparsa a soli quindici giorni dal matrimonio. Era fidanzata con lo scultore tedesco Ferdinand Seeboeck, che scolpì egli stesso il monumento funebre.

L'epigrafe è in lingua italiana e tedesca: 
 La fanciulla è ritratta addormentata al capezzale, con le gambe coperte da un lenzuolo, vestita con un corpetto ricamato. La mano sinistra è posata semichiusa sotto il petto. Spesso i visitatori del cimitero sono soliti lasciare un fiore nella mano sinistra della statua. Ciò pare essere legato a una tradizione secondo cui la ragazza defunta esaudirebbe un desiderio a chiunque le offra in dono un fiore.

### Rosa Bathurst
Rosa Bathurst era una ragazza inglese, già orfana di padre, che nel 1824 morì tragicamente appena quindicenne cadendo nel Tevere: a lei il Belli ha dedicato un'elegia. L'epigrafe alla base della tomba induce a meditare sulla caducità e instabilità della vita.

## Personaggi illustri sepolti
A
- Arthur Edward Aitken (1861 - 1924), generale britannico
- Walther Amelung (1865 - 1927), archeologo tedesco
- Hendrik Christian Andersen (1872 - 1940), scultore, amico e amante di Henry James
- Gaby André (1920 - 1972), attrice francese

B
- Robert Michael Ballantyne (1825 - 1894), scrittore scozzese
- Milena Pavlović-Barili (1909 - 1945), pittrice e illustratrice serba
- Dario Bellezza (1944 - 1996), poeta
- Karl Julius Beloch (1854 - 1929), storiografo classico tedesco
- Peter Berling (1934 - 2017), attore e scrittore tedesco
- Ernst Bernhard (1896 - 1965), psicoanalista junghiano e pediatra, fondatore dell’Associazione Italiana Psicologia Analitica (AIPA)
- Edward Elhanan Berry (1861 - 1931), imprenditore, diplomatico e intellettuale britannico
- Carl Bildt (1850 - 1931), diplomatico e storico svedese
- Clio Maria Bittoni (1934 - 2024), avvocata e consorte del presidente della Repubblica Italiana Giorgio Napolitano
- Gianni Borgna (1947 - 2014), critico musicale, saggista, politico e accademico
- Martin Boyd (1893 - 1972), scrittore australiano
- Karl Pavlovič Brjullov (1799 - 1852), pittore russo

C
- Andrea Camilleri (1925 - 2019), scrittore italiano (nella zona 3, riq.1, fila 1)
- Asmus Jacob Carstens (1754 - 1798), pittore, critico d'arte e disegnatore tedesco-danese
- Antonio Cippico (1877 - 1935), politico e senatore del Regno d’Italia
- Enrico Coleman (1846 - 1911), pittore
- Furio Colombo (1931 - 2025), giornalista, scrittore e politico
- Guido Colucci (1877 - 1949), pittore, incisore, decoratore e ceramista
- Nino Cordio (1937 - 2000), pittore e scultore
- Hermann David Salomon Corrodi (1844 - 1905), pittore
- Gregory Corso (1930 - 2001), poeta statunitense della Beat Generation

D
- Mino Damato (1937 - 2010), giornalista, conduttore televisivo, autore televisivo, politico
- Richard Henry Dana Jr. (1815 - 1882), scrittore e navigatore americano
- Filippo De Filippi (1869 - 1938), medico e viaggiatore
- Luce d'Eramo (1925 - 2001), scrittrice
- Simonetta Colonna di Cesarò (1922 - 2011), nobile e stilista
- Alfonso Maria Di Nola (1926 - 1997), antropologo
- Varvàra Dolgorouki (1885 - 1976), scrittrice e principessa russa

F
- Enrico Filippini (1932 - 1988), giornalista e traduttore svizzero-italiano
- Arnoldo Foà (1916 - 2014), attore
- Carl Philipp Fohr (1795 - 1818), pittore tedesco
- Johann Jakob Frey (1813 - 1865), pittore svizzero
- Maria Pia Fusco (1939 - 2016), sceneggiatrice e giornalista

G
- Carlo Emilio Gadda (1893 - 1973), scrittore
- Irene Galitzine (1916 - 2006), stilista georgiana
- Alessandro Gavazzi (1809 - 1889), predicatore e patriota del Risorgimento
- August von Goethe (1789 - 1830), figlio di Johann Wolfgang von Goethe; il suo monumento include un medaglione di Bertel Thorvaldsen
- Antonio Gramsci (1891 - 1937), politico, filosofo, giornalista, linguista, critico letterario e fondatore del Partito Comunista Italiano
- Richard Saltonstall Greenough (1819 - 1904), scultore statunitense

H
- Dirk Hamer (1959 - 1978), giovane ucciso da Vittorio Emanuele di Savoia, e sua madre Sigrid (i due erano rispettivamente figlio e moglie di Ryke Geerd Hamer)
- Carsten Hauch (1790 - 1872), poeta danese
- William Stanley Haseltine (1835 - 1900), pittore e disegnatore statunitense
- Ursula Hirschmann (1913 - 1991), antifascista tedesca, moglie di Altiero Spinelli
- Wilhelm von Humboldt (1794 - 1803), figlio del diplomatico e linguista tedesco Wilhelm von Humboldt

J
- Gualtiero Jacopetti (1919 - 2011), giornalista, documentarista e regista

K
- John Keats (1795 - 1821), poeta britannico
- Lindsay Kemp (1938 - 2018), coreografo e ballerino britannico
- August Kestner (1777 - 1853), diplomatico e collezionista d'arte tedesco
- Alexander Comstock Kirk (1888 - 1979), diplomatico statunitense, ambasciatore in Italia dal 1945 al 1946
- Adolf Klügmann (1837 - 1880), archeologo tedesco
- Jannis Kounellis (1936 - 2017), artista greco naturalizzato italiano
- Richard Krautheimer (1897 - 1994), storico tedesco dell’arte e dell’architettura

L
- Antonio Labriola (1843 - 1904), filosofo e promotore della dottrina marxista in Italia
- Belinda Lee (1935 - 1961), attrice cinematografica inglese
- Maurizio Lodi-Fè (1918 - 2015), produttore cinematografico italiano
- Emilio Lussu (1890 - 1975), scrittore, militare e politico

M
- Miriam Mafai (1926 - 2012), giornalista, scrittrice e politica
- Maria Giovanna Maglie (1952 - 2023), giornalista, saggista e opinionista
- Hans von Marées (1837 - 1887), pittore tedesco
- George Perkins Marsh (1801 - 1882), politico statunitense
- Dora Melegari (1849 - 1924), scrittrice
- Malwida von Meysenbug (1816 - 1903), scrittrice tedesca, amica di Wagner, di Nietzsche, di Lou von Salomé, di Romain Rolland
- Luigi Miceli (1824 - 1906), patriota, politico e giornalista
- Hugh Andrew Johnstone Munro (1819 - 1885), insigne filologo classico, editore del De rerum natura di Lucrezio
- Axel Munthe (1857 - 1949), medico e scrittore svedese (cremato, è presente solo una lapide commemorativa)[8]

N
- Giorgio Napolitano (1925 - 2023), politico italiano, 11º presidente della Repubblica dal 15 maggio 2006 al 14 gennaio 2015

P
- Thomas Jefferson Page (1808 - 1899), comandante della spedizione della marina degli Stati Uniti nel Río de la Plata
- Giuseppe Perugini (1914 - 1995), architetto argentino
- John Piccoli (1939 - 1955), figlio degli artisti Juanita Preval e Girolamo (Nemo) Piccoli
- Bruno Pontecorvo (1913 - 1993), fisico nucleare

R
- George Frederick Reinhardt (1911 - 1971), diplomatico statunitense, ambasciatore in Italia dal 1961 al 1968
- Jacqueline Risset (1936 - 2014), poetessa, critica letteraria e traduttrice francese
- Amelia Rosselli (1930 - 1996), poetessa italiana, figlia dell'esule antifascista Carlo Rosselli

S
- Joyce Salvadori Lussu (1912 - 1998), partigiana, scrittrice, traduttrice e poetessa italiana, moglie di Emilio Lussu
- Edith Schloss (1919 - 2011), pittrice statunitense
- Lello Scorzelli (1921 - 1997), scultore
- Gottfried Semper (1803 - 1879), architetto tedesco
- Emilio Servadio (1904 - 1995), psicoanalista e parapsicologo, uno dei padri della psicoanalisi italiana
- Joseph Severn (1793 - 1879), pittore inglese, console a Roma e amico di John Keats, accanto al quale è sepolto
- Pietro Sharoff (1886 - 1969), attore teatrale e regista teatrale russo
- Percy Bysshe Shelley (1792 - 1822), poeta britannico
- Franklin Simmons (1839 - 1913), scultore e pittore statunitense
- William Wetmore Story (1819 - 1895), scultore statunitense, sepolto accanto alla moglie sotto il proprio lavoro Angel of Grief (Angelo del dolore)
- Oliver Strunk (1901 - 1980), musicologo statunitense
- John Addington Symonds (1840 - 1893), poeta e critico inglese

T
- Manfredo Tafuri (1935 - 1994), storico dell'architettura italiano
- Johannes Takanen (1849 - 1885), scultore finlandese della scuola neoclassica
- Marco Tiberi (1972 - 2024),[9] scrittore e sceneggiatore
- Edward John Trelawny (1792 - 1881), autore inglese, sepolto accanto alle ceneri del suo amico Percy Bysshe Shelley

U
- Paolo Ungari (1933 - 1999), maestro massone e politico

V
- Elihu Vedder (1836 - 1923), pittore, poeta e illustratore di libri statunitense
- Shefqet Vërlaci (1878 - 1946), uomo politico albanese

W
- Wilhelm Waiblinger (1804 - 1830), poeta tedesco e biografo di Friedrich Hölderlin
- Lady Elizabeth Watson (1767 - 1809), moglie di sir Grenville Temple, 9º baronetto
- Juan Rodolfo Wilcock (1919 - 1978), scrittore argentino naturalizzato italiano
- Constance Fenimore Woolson (1840 - 1894), romanziera e poetessa americana
- Frank Wolff (1928 - 1971), attore statunitense

Z
- Mario Zagari (1913 - 1996), giornalista, politico e partigiano